# 進奏院
進奏院始於唐朝，是京城长安（今陕西省西安市）的藩镇駐京機構，內設有進奏官，掌报递章奏，承转诏令。名義上是藩鎮與中央的聯絡機搆，而實際是藩鎮搜集中央和其他各地情報的情報機搆。

## 稱謂
原機構是稱為「上都邸務」、「留後使」，是藩鎮派駐長安的代表，在大曆十二年（777年）五月被更名為「上都進奏院官」。不過更名之後，時人還是根據舊習慣將進奏院稱為「邸」或者「留後院」，進奏官則稱呼作「邸吏」。

## 沿革
大历十二年（777年）改为上都进奏院，是各州藩镇官员入京时的寓所，多建築於东市周边的崇仁坊和平康坊。进奏院還設有进奏官，任務是向朝廷报告本镇情况，故有邸報，費用由地方承擔。宋初沿唐制，亦设进奏院，置进奏官。 
宋太宗太平兴国六年（981），置都进奏院管理各州府进奏官，以京朝官监领。南宋属门下省给事中，元废。 

## 運作
唐代進奏院是集中在長安城東市周邊的几個坊內，其中尤以最為繁華的崇仁坊和平康坊為多。而據後來學者的研究，隨着大明宮和興慶宮的修建，以東市為中心，朱雀街東形成了貴族和官僚集中居住區。這就使這一帶成為唐后期長安城各種情報的集中地，所以進奏院就多選址於此，便於進奏官的日常搜集情報和交通權貴。 

### 活動
進奏院的一項主要任務就是為藩鎮蒐集情報，自有一套通信系統，但主要還是利用官驛的設備。時人稱進奏院「能傳萬里之音，不墜九霄之命」，使得節度使會在朝命正式下達前，早已獲悉當中的內容。進奏院從事情報任務有以下幾樣內容： 
1. 從公開途徑傳抄朝廷發布的「報狀」，製作成「進奏院狀報」[10]報給節度使。此種報刊是節度使了解朝廷政治、經濟、軍事乃至皇室動向的主要渠道。
2. 進奏官會以收買、拉攏等手段秘密刺探情報[11]。
3. 組織間諜從事行刺等地下活動，進奏院這時候會擔當指揮的據點。

## 紀事
進奏院與藩鎮互助互信，常為藩鎮爭取最大之福利。文宗太和七年（833年），朝廷加卢龙节度使杨志诚为检校吏部尚书，进奏官徐迪抗议：“军中不识朝廷之制，唯知尚书改仆射为迁，不知工部改吏部为美，敕使往，恐不得出。”遇地方政權抗命，朝廷也会拿进奏官开刀，例如大和元年（827年）成德节度使王庭凑助李同捷叛乱，朝廷下诏：“其上都进奏院，宜令御史台、京兆府切加守捉，禁其出入，待敕后处分。”